# Nunatak Shtyk
Nunatak Shtyk är en nunatak i Antarktis. Den ligger i Östantarktis. Australien gör anspråk på området. Toppen på Nunatak Shtyk är 1 773 meter över havet.
Terrängen runt Nunatak Shtyk är huvudsakligen platt, men söderut är den kuperad. Terrängen runt Nunatak Shtyk sluttar brant österut. Trakten är obefolkad. Det finns inga samhällen i närheten.